# Monestir de l'arcàngel Gabriel
El monestir de l'arcàngel Gabriel (àrab: دير الملاك غبريال, dayr al-Malāk Ḡubriyāl) és un monestir copte de la rodalia d'El Faium, a Egipte.
Es diu que fou fundat per un mag persa que es va casar secretament amb una filla del rei sense que aquest ho sabés, i van tenir un fill anomenat Aor; la mare va morir quant el fill tenia tres anys; quant tenia 8 anys el rei va saber qui era i el va cridar a la cort junt amb el pare; el pare i fill van fugir a Jerusalem i d'allí a Egipte on es van establir al desert de Naklun, prop de Faium. Mort el pare va quedar sol el fill Aor que va rebre una visió de la Verge i de l'arcàngel Gabriel que li demanaven de construir una església al desert. Fou l'àvia i la família reial els que van donar fons a Aor per portar a terme l'encàrrec i va sorgir el monestir anomenat de l'arcàngel Gabriel o Naklun. Això hauria passat al segle v, però alguns erudits situen la fundació del monestir al segle iv.
El patriarca melquita Cir va voler visitar el monestir, i Sant Samuel va convèncer els 120 monjos i 200 residents de fugir a les muntanyes. Sant Samuel fou empresonat a l'Imperi Romà d'Orient però després alliberat amb la condició de fundar el seu propi monestir a Al-Qalamun. Amb 40 monjos de Naklun va fundar el nou monestir que aviat va superar al de l'arcàngel Sant Gabriel. Això fou durant el segle VII.
Tot i així el monestir era encara influent als segles xii i xiii. Un incendi al segle xiii fou un cop del que no es va recuperar. Des del segle xv estava en plena decadència i el 1672 fou visitat per Johann Michael Wansleben i el va trobar en ruïnes menys les dues esglésies, unes de les quals encara es feia servir. Fou restaurat parcialment i redecorat al segle xix o potser fins i tot a començaments del segle xx, però conservant molt de material procedent de les antigues esglésies.
Una torre destruïda sobre la qual va existir una església del segle x o XI s'ha descobert recentment; el 1991 es van descobrir 12 esquelets al sud-oest del monestir, que van aparèixer mutilats, i foren declarats màrtirs per l'església copta. L'església de Sant Gabriel fou restaurada el 1997 i es van descobrir moltes pintures del segle xi. A la rodalia s'han trobat un centenar d'ermites, sobretot a l'est del monestir, a la zona de muntanya. Finalment es van trobar més d'un miler de manuscrits escrits en grec, copte i àrab. El bisbe Abraham de Faium ha reobert el monestir que està ocupat per monjos coptes i es fa allí una peregrinació anyal.